# Lotte (Allemagne)
Pour les articles homonymes, voir Lotte.
Lotte est une commune allemande dans l'arrondissement de Steinfurt à la frontière du Land de Basse-Saxe proche de la ville d'Osnabrück.

## Géographie
La ville de Lotte se compose de cinq quartiers :
- Vieille Lotte ;
- Büren ;
- Osterberg ;
- Halen ;
- Wersen.

## Jumelages

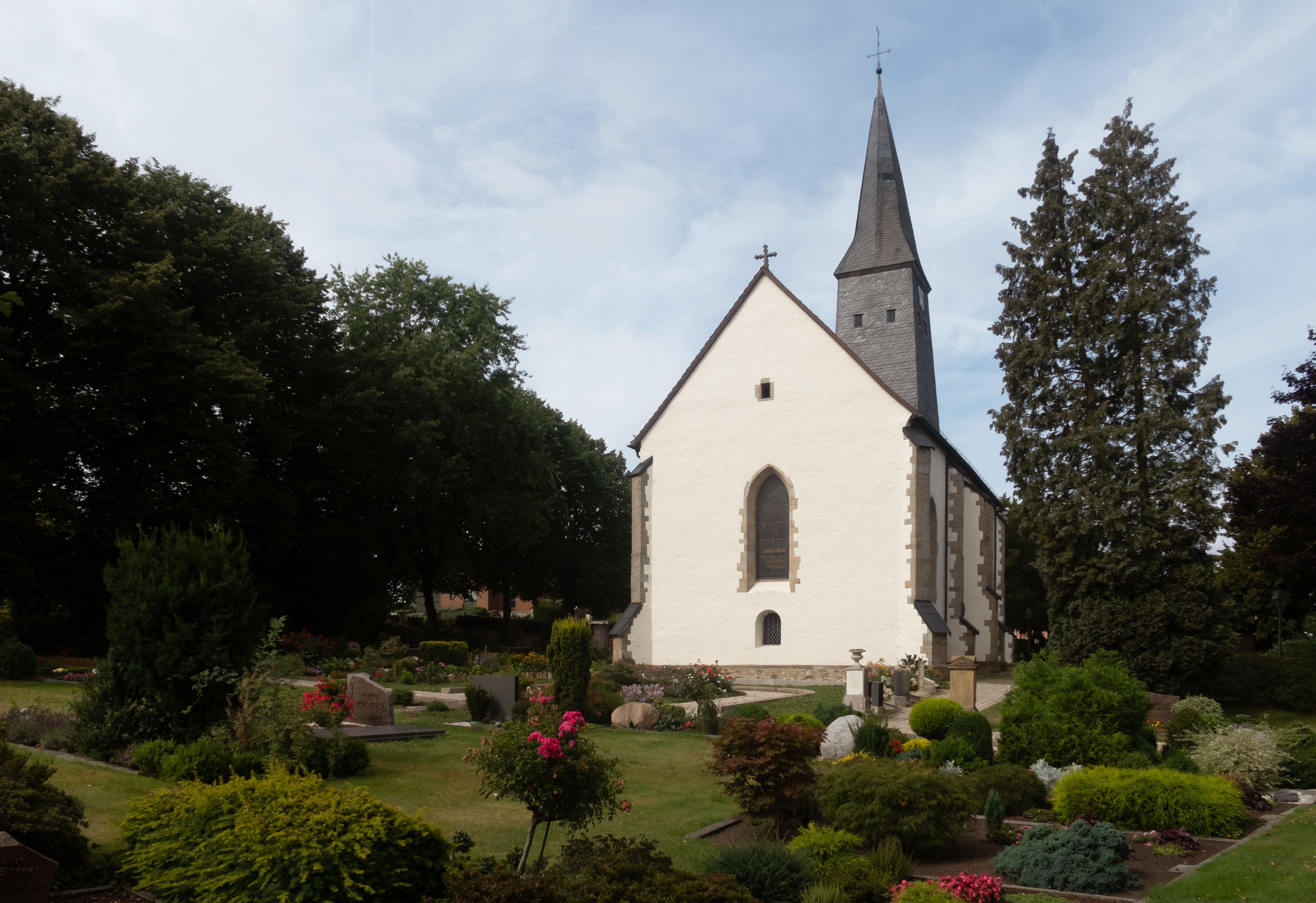
Lotte, l'église protestante

- Lys-lez-Lannoy (France) depuis l'année 1991.